# Дом под глобусом

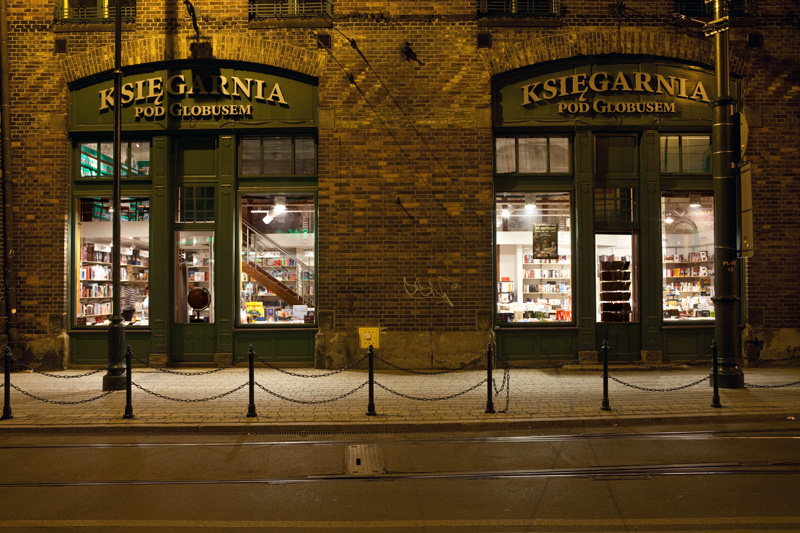
Книжный магазин «Księgarnię Pod Globusem»

Дом под глобусом (пол. Dom Pod Globusem) — историческое здание, историческо-архитектурный памятник, находящийся в Кракове на перекрёстке улиц Длуга и Баштова. Здание внесено в реестр охраняемых памятников Малопольского воеводства.
Здание в стиле модерна было построено в 1906 году по проекту польских архитекторов Францишка Мончинского и Тадеуша Стрыенского для правления Торгово-Промышленного Дома.
Трёхэтажной кирпичное здание является образцом модерна. На угловой башне, которую венчает ажурный шпиль с символическим металлическим глобусом, находятся часы с подсветкой. Входной портал со стороны улицы Длуга декорирован барельефами, символически изображающими Торговлю и Промышленность авторства скульптора Константы Лящки. В верхней части фасада находится эмблема Торгово-Промышленного Дома, изготовленная излитого металла в 1905 году. Холл и лестница украшены лепниной и витражами, изображающими символы технического прогресса и промышленности: локомотив, телеграфный столб и фабрика, которые изготовил Францишек Мончинский в мастерской  «Krakowski Zakład Witrażów S.G. Żeleński».
В 1926—1928 годах здание находилось в реставрации под управлением Юзефа Мехоффера. После Второй мировой войны в здании располагался сигаретный магазин. В 1950 году после ликвидации Торгово-Промышленного Дома здание занимал повятовый комитет ПОРП и бакалейная лавка. В 1953 году первый этаж сделали сквозным для прохода пешеходов.
3 августа 1966 года здание было внесено в реестр памятников культуры Малопольского воеводства (№А-318).
В настоящее время здание занимает издательство «Wydawnictwo Literackie». С 1986 по 1990 год здание находилось в реставрации. С апреля 2006 года в бывшем сигаретном магазине открылся книжный магазин под названием «Księgarnię Pod Globusem».